# Arahan
Pour plus de détails, voir Fiche technique et Distribution.
Arahan (hangeul : 아라한-장풍 대작전, RR : Arahan djangpung taedjakdjon, littéralement « Arahan, la bataille de boule de feu ») est un film d'action sud-coréen écrit et réalisé par Ryoo Seung-wan, sorti en 2004.

## Synopsis
Sang-hwan est un policier qui souhaite ramener la justice dans le monde. Mais la réalité est qu'il est impuissant devant la corruption des hauts fonctionnaires et même les gangsters locaux le maltraitent. Mais un jour, il rencontre les sept grands maîtres qui essaient de l'entraîner à devenir le Maruchi, afin de rejoindre Eui-jin, une Arachi, pour protéger le monde. Mais pendant ce temps, Heuk-woon, un ancien membre des sept grands maîtres passé du côté obscur, s'échappe de la prison dans laquelle il était enfermé depuis des lustres…

## Fiche technique
- Titre : Arahan
- Titre original : 아라한-장풍 대작전 (Arahan djangpung taedjakdjon)
- Réalisation : Ryoo Seung-wan
- Scénario : Lee Hae-joon, Lee Hae-yeong, Ryoo Seung-wan et Yu Seon-dong
- Décors : Jang Gen-young et Kim Gyeong-hui
- Costumes : Jang Gen-young et Kim Gyeong-hui
- Photographie : Lee Jun-gyu
- Montage : Nam Na-yeong
- Musique : Han Jae-kwon
- Production : Kim Mi-hee
- Société de production : Fun & Happyness Film
- Société de distribution : Cinema Service
- Pays d'origine : Corée du Sud
- Langue originale : coréen
- Format : couleur - 1.85 : 1 - Dolby Digital - 35 mm
- Genre : Comédie, action et policier
- Durée : 114 minutes
- Dates de sortie :
  -  Corée du Sud : 30 avril 2004
  -  France : 16 janvier 2006 (DVD)

## Distribution
- Ryoo Seung-beom : Yoo Sang-hwan
- Yoon So-yi : Ahn Eui-jin
- Ahn Sung-ki : Ji-woon
- Jung Doo-hong : Heuk-woon
- Yun Ju-sang : Mu-woon

## Accueil
Arahan, étant l'un des films les plus attendus en 2004, a connu un succès commercial avec 2 000 000 entrées en Corée du Sud.

## Distinction

### Récompense
- Festival du film asiatique de Deauville 2005 : Lotus Action Asia (Grand prix Action Asia)